# Sheffield Lake, Ohio
Sheffield Lake là một thành phố thuộc quận Lorain, tiểu bang Ohio, Hoa Kỳ. Năm 2010, dân số của thành phố này là 9137 người.

## Dân số
- Dân số năm 2000: 9371 người.
- Dân số năm 2010: 9137 người.